# Tipula jocosa
Tipula jocosa är en tvåvingeart som beskrevs av Alexander 1917. Tipula jocosa ingår i släktet Tipula och familjen storharkrankar. Inga underarter finns listade i Catalogue of Life.